# Дітріх фон Ягов
Дітріх Вільгельм Бернгард фон Яґов (нім. Dietrich Wilhelm Bernhard von Jagow; 29 лютого 1882, Франкфурт-на-Одері, Німецька імперія — 29 квітня 1945, Мерано, Італія) — німецький державний і політичний діяч, дипломат, обергруппенфюрер СА (1933).

## Життєпис
Учасник Першої світової війни, обер-лейтенант-цур-зее. Служив у ВМФ, командир загону мінних катерів. Після війни у відставці, активний прихильник нацизму. Учасник Каппського заколоту.
У 1922 році — інспектор СА в Вюртемберзі. Після заборони СА з 1928 по 1929 рік — член організації «Сталевий шолом». 1 січня 1929 року вступив у НСДАП (партійний квиток №110 538). У 1929 році був призначений керуючим справами СА Вюртемберга, потім в 1930 році був призначений командувачем 3-ю бригадою СА. У 1931 році був керівником групи СА «Південний-Запад».
Після приходу Гітлера до влади, у березні 1933 року був призначений імперським та поліційним комісаром Вюртемберга, а вже з квітня 1933 року — командувачем обергрупою СА «5». Одночасно, з 1932 року був членом Рейхстагу і з 1934 року, Яґов член Народної Судової палати та з липня 1934 року — командувач групою СА «Берлін-Бранденбург».
Після початку Другої світової війни призваний у вермахт, учасник Польської та Французької кампаній, але вже в травні 1941 року направлений у Імперське міністерство закордонних справ. Служив посланником в Угорщині, але у 1944 році був відсторонений і призначений командувачем одним з батальйонів фольксштурму. З січня 1945 року — емісар в Мерано. Бачачи марність опору і не бажаючи опинитися в полоні, наклав на себе руки у квартирі посла Німеччини в Італії Рудольфа Рана.

## Нагороди
- Залізний хрест 2-го і 1-го класу
- Нагрудний знак підводника
- Знак заслуг 2-ї морської бригади «Ергардт»
- Сілезький Орел 2-го і 1-го ступеня
- Почесний хрест ветерана війни з мечами
- Почесний партійний знак «Нюрнберг 1929»
- Спортивний знак СА в бронзі
- Почесна пов'язка СА
- Бойова руна
- Почесний кинджал СА
- Золотий партійний знак НСДАП
- Медаль «За вислугу років у НСДАП» в бронзі та сріблі (15 років)
- Нагрудний знак «За поранення» в чорному